# Blechnum madagascariense
Blechnum madagascariense är en kambräkenväxtart som beskrevs av Tard. Blechnum madagascariense ingår i släktet Blechnum och familjen Blechnaceae. Inga underarter finns listade.